# سیارک ۲۲۵۱

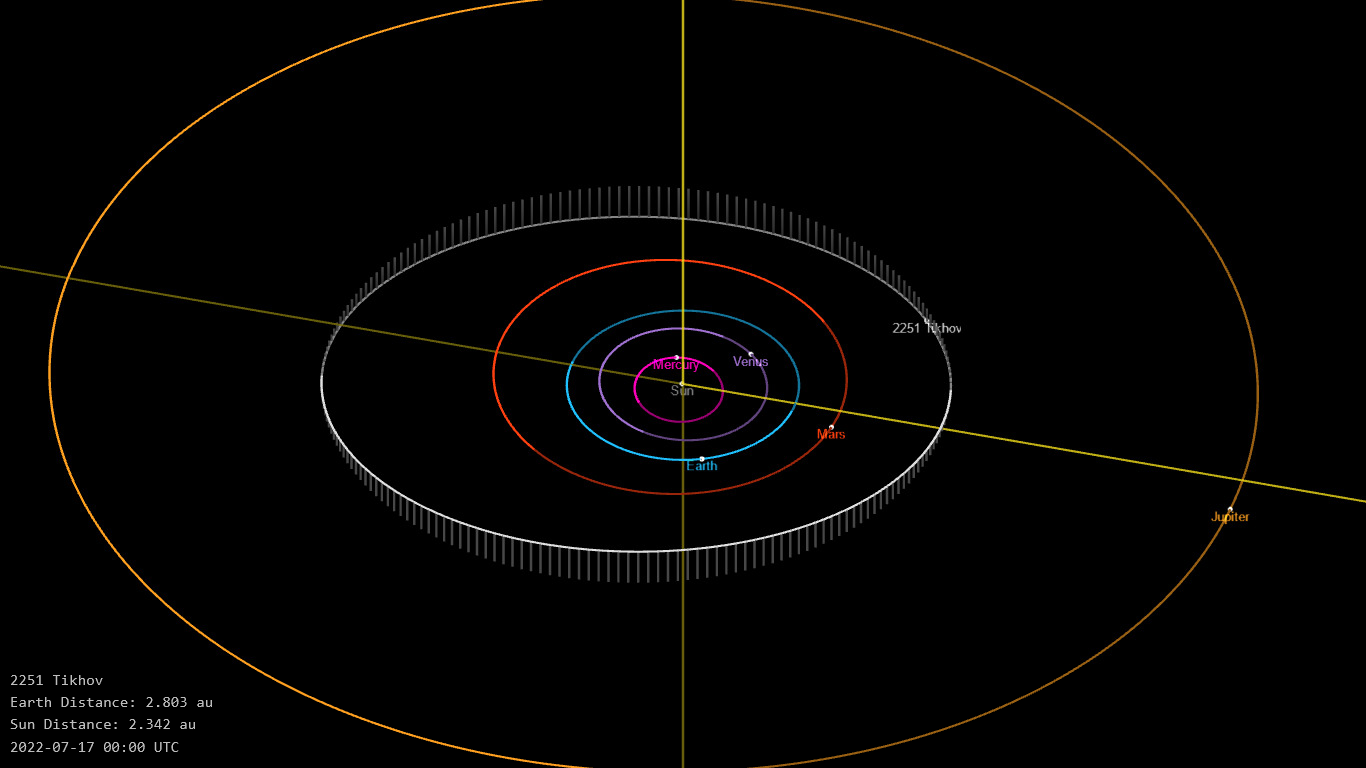
سیارک ۲۲۵۱

سیارک ۲۲۵۱ (به انگلیسی: 2251 Tikhov، نامگذاری:1977SU1) دو هزار و دویست و پنجاه و یکمین سیارک کشف شده‌است که در ۱۹ سپتامبر ۱۹۷۷ کشف شد.
قدر مطلق سیارک برابر ۱۱٫۴۰ است.